# Miloslav Gureň
Miloslav Gureň (* 24. September 1976 in Uherské Hradiště, Tschechoslowakei) ist ein tschechischer Eishockeyspieler, der seit 2015 beim HC Spartak Uherský Brod in der vierten tschechischen Spielklasse spielt. In der National Hockey League kam er auf 36 Einsätze für die Canadiens de Montréal.

## Karriere

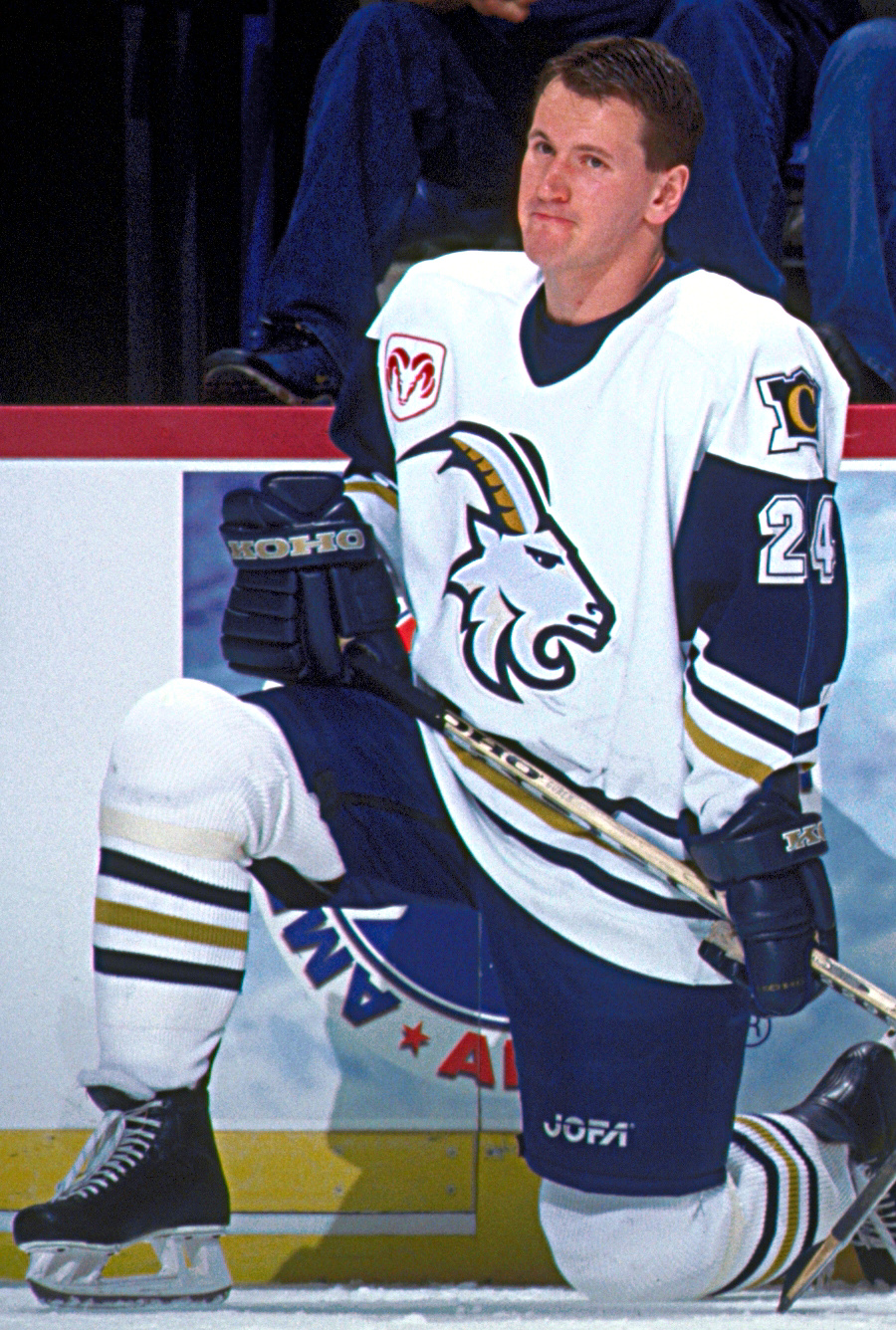
Miloslav Gureň beim AHL All-Star Classic 2001

Miloslav Gureň begann seine Karriere als Eishockeyspieler beim HC Uherský Brod in seiner Heimatstadt. 1992 wechselte er zum AC ZPS Zlín, für dessen Profimannschaft er von 1993 bis 1996 in der tschechischen Extraliga aktiv war. In diesem Zeitraum wurde er im NHL Entry Draft 1995 in der dritten Runde als insgesamt 60. Spieler von den Canadiens de Montréal ausgewählt, für deren Farmteam, die Fredericton Canadiens aus der American Hockey League, er von 1996 bis 1999 hauptsächlich zum Einsatz kam. Zudem bestritt der Verteidiger in der Saison 1998/99 zwölf Spiele für Montréal in der National Hockey League. In der folgenden Spielzeit stand er weitere 24 Mal in der NHL auf dem Eis, jedoch konnte sich der Tscheche im NHL-Team der Canadiens nicht durchsetzen, sodass er von 1999 bis 2001 überwiegend für deren neues AHL-Farmteam Citadelles de Québec auflief. Ebenfalls 1995 war er von den Saskatoon Blades beim CHL Import Draft als insgesamt 38. Spieler gezogen worden. Diese kamen jedoch wegen des Vertrages von Gureň mit Montreal nicht zum Zuge.
Zur Saison 2001/02 kehrte Gureň in seine tschechische Heimat zurück und unterschrieb einen Vertrag beim HC Oceláři Třinec aus der Extraliga. Die folgende Spielzeit verbrachte er beim HK ZSKA Moskau in der russischen Superliga, ehe er von 2003 bis 2008 für dessen Ligarivalen HK Sibir Nowosibirsk aktiv war. Die Saison 2008/09 verbrachte der ehemalige Nationalspieler erneut in Třinec, ehe er die Saison 2009/10 für den HC Litvínov absolvierte. Im April 2010 wechselte er schließlich zum HC Slovan Ústečtí Lvi aus der 1. Liga, der zweiten Spielklasse im tschechischen Eishockey, die er mit dem Klub 2011 gewinnen konnte. Es folgte im Sommer 2012 der Wechsel nach Italien, wo er einen Vertrag beim SG Pontebba unterschrieb. In den folgenden Jahren wechselte er mehrfach den Verein und gewann so 2014 mit Rouen Hockey Élite 76 den französischen Ligapokal.
2015 beendete er seine Profikarriere und spielt seither auf Amateurlevel für den HC Spartak Uherský Brod, dessen Vorsitzender er von 2018 bis 2022 auch war.

### International
Für Tschechien nahm Gureň an der U18-Junioren-Europameisterschaft 1994, als er mit der Mannschaft die Bronzemedaille gewann und in das Second All-Star-Team gewählt wurde, sowie der U20-Junioren-Weltmeisterschaft 1995 teil. Des Weiteren stand er 2007 im Aufgebot seines Landes bei der Euro Hockey Tour.

## Erfolge und Auszeichnungen
- 1994 Bronzemedaille bei der U18-Junioren-Europameisterschaft
- 1994 Second All-Star-Team bei der U18-Junioren-Europameisterschaft
- 2001 AHL All-Star Classic
- 2011 Meister der 1. Liga mit dem HC Slovan Ústečtí Lvi

## Statistik
(Stand: Ende der Saison 2010/11)